# みなとカーニバルFD
みなとカーニバルFDは、2017年8月25日にみなとカーニバルより発売されたアダルトゲーム。

## 概要
みなとカーニバルの『辻堂さんの純愛ロード』（辻堂）と、『姉小路直子と銀色の死神』（姉銀）の合同ファンディスク。
いずれも新規シナリオ及び新ヒロインが登場、シナリオは辻堂シリーズを担当したさかき傘であり、姉銀でシナリオを担当したタカヒロは企画担当で、王雀孫は関わっていない。また、みなとそふと関係の作品からの登場人物が集合したクロスオーバーストーリーも収録している。
同梱作として麻雀ゲーム「辻堂麻雀」とPC版クロガネ回姫譚-閃夜一夜-の先行体験版が収録されている。

## ストーリー
辻堂さんの純愛ロード 十三番目の天使
2013年、長谷大が湘南で辻堂愛など何人もの不良たちと出会った日々から1年。三大天の一人、腰越マキは卒業してこの地を去ったことにより平和な日々が続いていた。そんなとき、不良狩りをしている謎の人物がいるという噂が流れる。
姉小路直子と銀色の死神 小和田の白い夜
学園にやってきた留学生で軍人のキルスティから告白されるもそれを受けないでいた姉小路新九郎。季節が移ろいだ頃、またしても学園のある小和田に海外から軍人たちがやってくる。

## 登場人物

### 辻堂さんの純愛ロード
詳細は辻堂さんの純愛ロード#登場人物を参照
辻堂 愛（つじどう あい）
声 - かわしまりの
「喧嘩狼」の異名で知られる不良少女。だが腰越マキが湘南からいなくなったことで喧嘩をする気も削がれ、以前のように暴れることは少なくなっていた。その甲斐あって以前よりは学園生徒とは接しやすくなった。
片瀬 恋奈（かたせ れんな）
声 - 桃山いおん
不良チーム「江ノ死魔」を率いるリーダー。チームの勢力拡大を進めている。
腰越 マキ（こしごえ -）
声 - 加賀ヒカル
湘南三大天の一人で「皆殺しのマキ」と呼ばれたが、学園を卒業したことにより湘南で見かけることは少なくなった。現在はバイクで全国を回り、たびだび大に各地の名産品を送ってきている。
朱足 由比（あけたし ゆい）
声 - 西松まあ子
稲村学園1年生で風紀委員の少女。善悪を可愛いか可愛くないかで判断するという考えの持ち主。
難波 金太郎（なんば きんたろう）
声 - 佃左泥
大阪の不良チーム「Number the HELL」のリーダー。日本随一の情報収集能力を持つとされ、恋奈によって情報屋として湘南に招かれる。金銭への執着心が強い。
長谷 大（はせ ひろし）
声 - なし
長谷 冴子（はせ さえこ）
声 - 神谷たたみ
辻堂 真琴（つじどう まこと）
声 - 神代岬
辻堂 誠（つじどう まこと）
声 - 中森アキラ
北条 歩（ほうじょう あゆみ）
声 - 橘桜
坂東 太郎（ばんどう たろう）
声 - 高草木幸
葛西 久美子（かさい くみこ）
声 - 美月
一条 宝冠）いちじょう てぃあら）
声 - 水島ナナ
田中 花子（たなか はなこ）
声 - 桐谷華
乾 梓（いぬい あずさ）
声 - 小鳥居夕花
城宮 楓（しろみや かえで）
声 - 飯田空
武孝田 よい子（むこうだ よいこ）
声 - 楠上ありか
良子（りょうこ）
声 - 楠上ありか
組野 英（くみの ひで）
声 - 安藤トロ和
松田 南（まつだ みなみ）
声 - 逢坂良太
次藤 比良戸（じとう ひらと）
声 - 三根剣一
片岡 舞香（かたおか まいか）
声 - 民安ともえ
烏丸 未唯（からすま みい）
声 - 秋山ななほ
片瀬 胡蝶（かたせ こちょう）
声 - 民安ともえ
我那覇 葉（がなは よう）
声 - 嶋和成

### 姉小路直子と銀色の死神
詳細は姉小路直子と銀色の死神#登場人物を参照
ローリ・ネーデンショルト（Lorri Nerdenskiold）
声 - 甘井林檎
スウェーデンの特務部隊、ヴィット・ナットのリーダー。容姿は子供にも見えるが「白夜の鉄槌」と呼ばれる軍人で19歳。キルスティとサシで闘える能力を持つが、本人は戦闘より教育が向いているとのこと。「ロリ姉」と呼ばれ、みんなの姉を名乗っている。キルスティに婿候補ができたと聞いたローリは相手の男を見極めるために新九郎に近付く。出身はウメオ。
コーラ（Cola）
声 - 風音
ヴィット・ナットの女性隊員。かつてはその美貌でハニートラップを得意としていたがローリと出会い、甘え願望に目覚める。炭酸飲料のコーラ、特に瓶詰コーラを好む。
ヴェーネルン（Vanern）
声 - ミシェル市山
ヴィット・ナットの男性隊員。フィンランドの出身で脳筋で頭は悪いが将来を嘱望されたフィジカルエリートだったが、自分を上回るキスティが気に入らず、スウェーデンに流れ着いたときにローリに見いだされた。来日で日本のアニメにはまり、特に日常系が好み。
ノーデンフェルト（Nordenfelt）
声 - 一一
ヴィット・ナットの参謀。かなりの老人だがそうとは思えない働きを見せる。武器開発の専門家でもあり、その武器も部隊に配備されている。
喜田 奏（きた かなで）
声 - 塚本みや
不良チーム「北カナ連」の喧嘩屋。チームが経営するファイトクラブで10連勝を達成した実力がある。金に目がなく、身の危険を感じるとすぐ逃げる性格だが、頭はよくない。喜田奏という名前は偽名であり、本名は不明。
姉小路 新九郎（あねこうじ しんくろう）
声 - なし
姉小路 直子（あねこうじ なおこ）
声 - 久慈茜
キルスティ・ユリアンティラ（Kirsti Ylianttila）
声 - 多々野はな
富永 ひつじ（とみなが -）
声 - 苺山文太郎
椿 礼（つばき ぺこ）
声 - 桃山いおん
タマラ・ユリアンティラ（Tamara Ylianttila）
声 - 海原エレナ
マイ・パンツ（May Panstu）
声 - 神谷たたみ
常盤 成葉（ときわ なるは）
声 - 小鳥居夕花
ミハル師匠
声 - 柚木かなめ
富永 弐介（とみなが にすけ）
声 - 土門熱
不破 光（ふわ ひかる）
声 - 氷河流
鬼塚さん（おにづか-）
声 - AIRI
常盤 お雪（ときわ おゆき）
声 - 北都南
古怒田 しぶき（こぬた -)
声 - 籐野らん
カマボコマン
声 - ほうでん亭センマイ
大道寺 富士（だいどうじ ふじ）
声 - 甘井林檎
笠原 湖々（かさはら ここ）
声 - 五行なずな
劔持 菜種（けんもち なたね）
声 - 遥そら